# Snow (zpěvák)
Snow (* 30. října 1969, Toronto, Kanada), vlastním jménem Darrin Kenneth O'Brien, je kanadský reggae hudebník, rapper, zpěvák a toaster. Proslavil se především singlem Informer z alba 12 Inches of Snow, která svého času okupovala vrchní příčky hudebních žebříčků.

## Diskografie
- 12 Inches of Snow (1993)
- Murder Love (1995)
- Justuss (1997)
- The Greatest Hits of Snow (1997)
- Best Remix of Snow (1998)
- Cooler Conditions (1999)
- Mind on the Moon (2000)
- Two Hands Clapping (2002)